# Campa
Campa is een bestuurslaag in het regentschap Bima van de provincie West-Nusa Tenggara, Indonesië. Campa telt 2742 inwoners (volkstelling 2010).